# 181
Римська імперія  •  Династія Хань  •  Кушанська імперія  •  Парфянське царство

## Геополітична ситуація
Римська імперія охоплює південь Європи, частково Британію, західну частину Азії, північ Африки.  У ній одноосібно править Коммод.  Сусідами римлян у Азії є Парфянське царство. Північ Європи за Рейном займають численні германські племена. 
У Китаї править династія Хань,  
а в Індостані — Кушанська імперія. На Корейському півострові триває період трьох держав.
На землях сучасної України розселені племена Черняхівської культури, на берегах Чорного моря розселилися готи.

## Події
- Консулами в Римській імперії обрано Луція Антістія Бурра та Коммода.
- Можливо, цього року відбулося виверження вулкана Таупо на Північному острові Нової Зеландії, хмару від якого бачили в Китаї та Європі.

## Народились
- Чжуге Лян — китайський державний діяч.